# Club Huanchaco
El Club Huanchaco es una organización social, cultural y deportiva peruana con sede en Huanchaco, balneario de la ciudad de Trujillo en la Región La Libertad. Es popular por organizar el Carnaval de Huanchaco en el mes de febrero de cada año.

## Historia
El Club Huanchaco desde hace varios años viene organizando el Carnaval de Huanchaco en el verano de cada año. Además de otras actividades es el encargado de la presentación del programa oficial así como también de la presentación de las reinas del evento. Su sitio web www.clubhuanchaco.com . En la edición XXXVI del año 2013 la ceremonia de inicio de actividades del carnaval se realizó en la sede del Club Huanchaco con la participación de los cantantes Pepe Alva y Lucas Torres.

### Multimedia
- Wikimedia Commons alberga una categoría multimedia sobre Club Huanchaco.

- Datos: Q16491077